# Юзмухаметов, Ришат Нургалиевич
Риша́т Нургали́евич Юзмухаметов (р. 5 апреля 1969 года, город Мирный (Якутия), Республика Саха, Якутия) — российский писатель, председатель межрегионального профсоюза работников АК «АЛРОСА» (ОАО) «Профалмаз», кандидат исторических наук.

## Образование
В 1996 году окончил заочное отделение историко-философского факультета Дальневосточного государственного университета по специальности «История».
С 1998 по 2001 год — соискатель Института гуманитарных исследований АН РС (Я). В 2001 году защитил диссертацию на звание кандидата исторических наук по теме «История поисков и открытия первых месторождений алмазов в Якутии (1948—1955)».
В 2004 году окончил Академию труда и социальных отношений в Москве по специальности «Менеджер в социальной сфере».
В 2012 году закончил образование в Российской академии народного хозяйства и государственной службы при Президенте Российской Федерации, департамент «Международный институт государственной службы и управления» по программе «Специалист по государственному и муниципальному управлению».

## Трудовая деятельность
- После получения образования устроился рабочим в цементно-бетонный завод СУ-886 в п. Полярный. С 1987 по 1989 год служил в Советской Армии (военно-воздушные войска, Дальневосточный военный округ). Работал старшим пионервожатым в среднеобразовательной школе № 24 в г. Удачном. Затем освобожденным заместителем секретаря комитета ВЛКСМ Удачнинского ГОКа. С 1991 года стал собственным корреспондентом в газете «Мирнинский рабочий» в г. Удачном.
- С 1996 по 1999 год — пресс-секретарь Удачнинского ГОКа, с 1999 по 2004 год — начальник социального отдела Удачнинского ГОКа АК «АЛРОСА»[2].
- С 2004 по 2007 год — первый заместитель главы администрации Мирнинского района РС(Я) по социальным вопросам
- С 2007 по 2009 год — начальник Управления социального развития АК «АЛРОСА»
- В 2009 году был избран председателем межрегионального профсоюза работников АК «АЛРОСА» (ОАО) «Профалмаз»
- 8 сентября 2013 года избран главой МО «Мирнинский район»
- 9 сентября 2018 года вновь избран главой МО «Мирнинский район»

### Общественная деятельность
- С 1993 года является членом Союз журналистов России Союза журналистов России
- В 1995 году — лауреат премии «Золотое перо Якутии», в 2004 году — лауреат премии всероссийского медиа-конкурса «Золотое перо ФНПР».
- С 2000 года — член Союза писателей России
- Автор 25 книг по истории открытия месторождений алмазов, истории алмазного края Якутии[3].
- Лауреат Большая литературная премия России Большой литературной премии России 2011 года за книгу «Звездный час и трагедия Ларисы Попугаевой»[1].
- Почетный гражданин г. Удачного.
- Внес большой вклад в развитие Мирнинского района. При нём появились новые сады и школы(какие?), началась реализация программы сноса ветхого жилья. При этом жителям ветхих жилищ были предоставлены новые квартиры.
- По его инициативе в 2019 прошёл первый Нефтегазовый форум, а также инвестиционный форум «Западная Якутия — новые возможности».
- В 2004 году по его инициативе к 50-летию открытия кимберлитовой трубки Зарница состоялось открытие памятника, посвящённого первооткрывательнице якутских алмазов Ларисе Попугаевой.
- К 55-летию Мирнинского района, по инициативе Ришата Нургалиевича, герою Советского Союза Виктору Кузьмину присвоили звание «Почётный гражданин Мирнинского района» посмертно[4].